# Рисови паяци
Рисовите паяци (Oxyopidae) са семейство паякообразни от разред Паяци (Araneae).
Включва над 400 вида, разпределени в 9 рода, разпространени по целия свят с изключение на полярните и някои пустинни региони.

## Родове
Семейство Oxyopidae – Рисови паяци
- Hamadruas
- Hamataliwa
- Hostus
- Oxyopes
- Peucetia
- Pseudohostus
- Schaenicoscelis
- Tapinillus
- Tapponia